# جوش لوران
جوش لوران (بالإنجليزية: Josh Laurent)‏ (6 مايو 1995 في المملكة المتحدة - ) هو لاعب كرة قدم بريطاني في مركز قلب الدفاع. لعب مع كوينز بارك رينجرز ونادي برينتفورد ونادي هارتلبول يونايتد ونيوبورت كونتي وبرينتري تاون.

## وصلات خارجية
- جوش لوران على موقع قاعدة بيانات كرة القدم.إي يو (الإنجليزية)
- جوش لوران على موقع Soccerbase.com (لاعب) (الإنجليزية)
- جوش لوران على موقع Soccerway.com (الإنجليزية)